# Oscuro desiderio
Oscuro desiderio (Oscuro deseo) è una serie televisiva thriller erotica messicana prodotta da Argos Comunicación per Netflix. La produzione è stata confermata il 6 maggio 2019 con il titolo provvisorio di Todo por ti e la sua prima esecuzione è avvenuta il 15 luglio 2020.
Il 19 agosto 2020 è stato confermato che la serie è stata rinnovata per una seconda stagione, che ha debuttato il 2 febbraio 2022.

## Trama
La trama ruota attorno ad Alma Solares, una stimata avvocata e professoressa universitaria, che, durante un weekend fuori porta con un'amica, ha un'avventura con un uomo molto più giovane, Dario Guerra. 
Tornata a casa dal marito e dalla figlia, Alma cerca di dimenticare la relazione fugace, ma presto scopre che quella che credeva una semplice avventura si è trasformata in una pericolosa ossessione, con conseguenze devastanti sulla sua vita. 
La serie esplora temi come la passione, il tradimento, la manipolazione e la ricerca della verità, svelando segreti del passato che legano i personaggi in modo inaspettato.

## Episodi
| Stagione         | Episodi | Pubblicazione originale | Pubblicazione in italiano |
| ---------------- | ------- | ----------------------- | ------------------------- |
| Prima stagione   | 18      | 2020                    | 2020                      |
| Seconda stagione | 15      | 2022                    | 2022                      |

## Personaggi e interpreti
- Maite Perroni interpreta Alma Quintana Solares, un'avvocatessa e professoressa universitaria che inizia una relazione con Darío all'insaputa della sua famiglia.
- Erik Hayser interpreta Esteban Solares
- Alejandro Speitzer interpreta Dario Guerra
- Jorge Poza interpreta Leonardo Solares
- Regina Pavón interpreta Zoe Solares
- María Fernanda Yepes interpreta Brenda Castillo Trejo
- Paulina Matos interpreta Edith Ballesteros
- Catherine Siachoque interpreta Lys Antoine (stagione 2)
- Arturo Barba interpreta Íñigo Lazcano (stagione 2)
- Ariana Saavedra interpreta Julieta Lazcano (stagione 2)
- Mahoalli Nassourou interpeta Eugenia Montaño (stagione 2)

## Accoglienza

### Critica
Sull'aggregatore di Rotten Tomatoes, la serie riceve un punteggio del 60 % con recensioni miste. I critici sul sito la definiscono infatti una serie affascinante, con un bel lavoro fatto dagli attori e dal  montaggio, ma con una carenza di contenuto tanto da non ritenerlo un vero thriller. 